# Geophaps scripta
Geophaps scripta là một loài chim trong họ Columbidae.